# Криминоложка лингвистика
Криминоложка лингвистика (на английски: forensic linguistics) e поле в приложната лингвистика, което включва отношенията между език, закон и престъпление.
Изследват се писмени текстове, както и езикът в употреба, например при разпити.
|  | Тази страница частично или изцяло представлява превод на страницата Forensic linguistics в Уикипедия на английски. Оригиналният текст, както и този превод, са защитени от Лиценза „Криейтив Комънс – Признание – Споделяне на споделеното“, а за съдържание, създадено преди юни 2009 година – от Лиценза за свободна документация на ГНУ. Прегледайте историята на редакциите на оригиналната страница, както и на преводната страница, за да видите списъка на съавторите. ВАЖНО: Този шаблон се отнася единствено до авторските права върху съдържанието на статията. Добавянето му не отменя изискването да се посочват конкретни източници на твърденията, които да бъдат благонадеждни. |